# Terfenadina
La terfenadina era un profarmaco antistaminico di seconda generazione (non sedante) che veniva trasformato ad opera del CYP 3A4 in fexofenadina, un metabolita acido in grado di esplicare gli effetti terapeutici.

## Farmacocinetica
La terfenadina era somministrata in dispensazione orale ed era rapidamente assorbita nel tratto gastrointestinale. Le isoforme CYP 3A4 presenti nella parete intestinale operavano una prima trasformazione in fexofenadina; la restante quota di terfenadina veniva invece trasformata per esteso metabolismo di primo passaggio dal CYP 3A4 epatico. Questi sistemi metabolici garantivano una bassa concentrazione plasmatica di terfenadina.

## Farmacodinamica
L'effetto antistaminico nei confronti del recettore H1 sostenuto dalla fexofenadina era responsabile dell'attenuazione delle manifestazioni di ipersensibilità quali orticaria,  prurito, starnuti, rinorrea ed eritema congiuntivale.

## Impiego clinico
Come gli altri antistaminici, la terfenadina veniva utilizzata per ridurre le manifestazione associate ad atopia e ipersensibilità.

## Effetti avversi
Al di là dei blandi effetti sedanti (comunque molto minori rispetto agli antistaminici di prima generazione), la terfenadina era gravata da una spiccata cardiotossicità, che la portarono al ritiro dal commercio statunitense nel 1997 e da quello canadese. Inoltre, è vietata la vendita anche in Gran Bretagna.
La tossicità era dovuta al blocco dei canali per il potassio delle miocellule cardiache operata dalla terfenadina non metabolizzata a fexofenadina; tale blocco si esplicava con aumento del tempo di ripolarizzazione e innesco di una sindrome del QT lungo. L'entità sindromica portava a grave rischio di sviluppo di torsione di punta, aritmia potenzialmente fatale. 
Farmaci che interferivano con il CYP3A4, come l'eritromicina, l'itraconazolo e il ketoconazolo o semplicemente il succo di pompelmo erano capaci di scatenare una torsione di punta in corso di terapia con terfenadina.